# 阿戈内斯
阿戈内斯（法語：Agonès，法語發音：[aɡɔnɛs]）是法国埃罗省的一个市镇，属于洛代沃区。

## 地理
阿戈内斯（43°54'9"N, 3°43'42"E）面积4.16 平方千米，位于法国奧克西塔尼大區埃罗省，该省份为法国南部沿海省份，南濒地中海，西南接奥德省，西北接塔恩省和阿韦龙省，东北与加尔省接壤。
与阿戈内斯接壤的市镇（或旧市镇、城区）包括：布里萨克、卡济亚克、拉罗克、圣博济勒德皮图瓦。

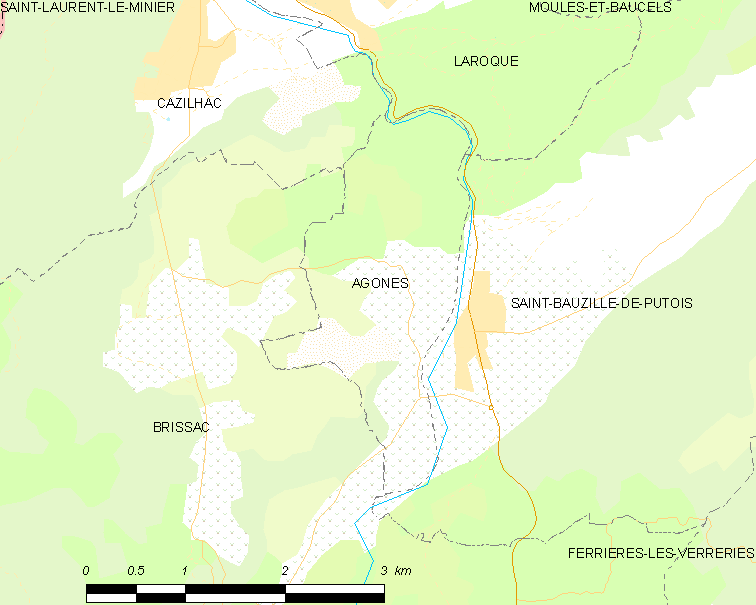
阿戈内斯的OSM定位图

阿戈内斯的时区为UTC+01:00、UTC+02:00（夏令时）。

## 行政
阿戈内斯的邮政编码为34190，INSEE市镇编码为34005。

## 政治
阿戈内斯所属的省级选区为洛代沃县。

## 人口

1962-2008年间阿戈内斯人口变化图示

阿戈内斯于2022年1月1日时的人口数量为312人。